# الحلوات الصغيرات الكاذبات
الحلوات الصغيرات الكاذبات (بالتركية: Tatlı Küçük Yalancılar)‏ هو مسلسل تلفزيوني درامي إثارة نفسي تركي، من إنتاج وتوزيع أو ثري ميديا، بث لأول مرة في 6 يوليو 2015 على ستار تي في، من بطولة شكري أوزيلديز، بانسو سورال، بشرى ديفيلي، ميليسا شينولسون، ديلان تشيتشك دنيز، بيستي كوكديمير. المسلسل مُقتبس من المسلسل الأميركي الكاذبات الصغيرات الجميلات.

## القصة
تدور أحداث المسلسل حول حياة أربع فتيات مراهقات وهن أصلي، سيلين، ايبرو، هانده، واللواتي يتفرقن بعد الاختفاء الغامض لقائدتهن أتشاليا. بعد سنة على اختفاء “أتشاليا”، يتم اكتشاف جثتها فتجتمع الصديقات الأربعة مرة أخرى، خاصة مع بدء وصول رسائل مجهولة لهن من مصدر مجهول يطلق على نفسه “A” والذي يهددهن بكشف أسرارهن وتزداد الإثارة، بعد أن يبدأ المجهول “A” بكشف بعض الأسرار واللآتي كن يعتقدن أن هذه الأسرار لا تعرفها سوى قائدتهن أتشاليا في الماضي، ومع استمرار الأحداث يكتشفن أن هناك أسرارا قد لا تضرهن فقط بل ستؤذي الكثيرين من حولهن.

## طاقم العمل
| الممثل                   | الدور          |
| ------------------------ | -------------- |
| شكري أوزيلديز            | ايرين          |
| بانسو سورال              | أصلي           |
| بشرى ديفيلي              | سيلين          |
| ميليسا سينولسون          | هانده          |
| ديلان تشيتشك دنيز        | ايبرو          |
| بيستي كوكديمير           | أتشاليا/اكسايا |
| بوراك دينيز              | طبراق          |
| ألبيران دويماز           | جسور           |
| مروة جاغران              | جانسيت         |
| تولاي جونال              | فلدان          |
| إسراء رونابار            | ألغين          |
| محمد اوزان دولوناي       | باريش          |
| دنيز جان آكتاش           | ستشكين         |
| كان يلماز                | إلجاز          |
| إسراء روشان              | مليس           |
| ألملا أولور أتاباي أوغلو | أمل            |
| أوزغه أوزاجار            | موغه           |
| جوكتشه يانارداغ          | آسومان         |
| أولغون تكار              | جوفان          |